# Championnats d'Europe d'aviron 2012
Navigation
Édition 2011 Édition 2013
Les championnats d’Europe d’aviron 2012, se sont tenus du 14 au 16 septembre 2012 à Varèse, en Italie.

## Podiums

### Hommes
| Épreuves                           | Or | Or            | Argent | Argent        | Bronze | Bronze        |
| ---------------------------------- | --- | ------------- | --- | ------------- | --- | ------------- |
| Skiff M1x                          | Lituanie Mindaugas Griškonis | 6 min 57 s 56 | Croatie Damir Martin | 6 min 57 s 63 | Bulgarie Georgi Bozhilov | 6 min 59 s 71 |
| Deux de couple M2x                 | Croatie Martin Sinković Valent Sinković | 6 min 14 s 25 | Italie Alessio Sartori Romano Battisti | 6 min 15 s 17 | Norvège Nils Jakob Hoff Kjetil Borch                                                                                           | 6 min 17 s 78 |
| Deux de pointe M2-                 | Pays-Bas Rogier Blink Mitchel Steenman | 6 min 28 s 00 | Espagne Álex Sigurbjörnsson Pau Vela Maggi | 6 min 29 s 17 | Serbie Nenad Beđik Nikola Stojić                                                                                               | 6 min 31 s 50 |
| Deux de couple poids légers LM2x   | Grèce Panayiótis Magdanís Spyridon Giannaros | 6 min 21 s 58 | Portugal Pedro Fraga Nuno Mendes | 6 min 22 s 27 | Royaume-Uni Chris Boddy Michael Mottram                                                                                        | 6 min 23 s 34 |
| Quatre de couple M4x               | Estonie Andrei Jämsä Allar Raja Tõnu Endrekson Kaspar Taimsoo                                                                                              | 5 min 47 s 91 | Ukraine Yuriy Ivanov Ivan Futryk Oleksandr Nadtoka Ivan Dovhodko                                                                                           | 5 min 51 s 18 | Slovénie Gasper Fistravec Jan Spik Jernej Markovc Matej Rojec                                                                  | 5 min 52 s 01 |
| Quatre de pointe M4-               | Grèce Nikolaos Gkountoulas Apostolos Gkountoulas Georgios Tziallas Ioannis Christou                                                                        | 5 min 56 s 03 | Roumanie Marius Cozmiuc George Palamariu Cristi-Ilie Pirghie Florin Curuea                                                                                 | 5 min 57 s 37 | Serbie Miloš Vasić Radoje Đerić Miljan Vuković Goran Jagar                                                                     | 5 min 58 s 72 |
| Quatre de pointe poids légers LM4- | Italie Luca De Maria Martino Goretti Alin Zaharia Armando Dell'Aquila                                                                                      | 6 min 0 s 92  | Royaume-Uni Sam Scrimgeour Adam Freeman-Pask William Fletcher (British rower) Jonathan Clegg                                                               | 6 min 1 s 74  | Serbie Nikola Selaković Miloš Stanojević Nenad Babović Miloš Tomić                                                             | 6 min 5 s 46  |
| Huit M8+                           | Pologne Marcin Brzeziński Maciej Mattik Mikołaj Burda Piotr Hojka Zbigniew Schodowski Michał Szpakowski Krystian Aranowski Rafał Hejmej Daniel Trojanowski | 5 min 33 s 23 | Italie Paolo Perino Giuseppe Vicino Leopoldo Sansone Pierpaolo Frattini Mario Paonessa Vincenzo Capelli Sergio Canciani Andrea Tranquilli Enrico D'Aniello | 5 min 34 s 57 | Tchéquie Kornel Altman David Jirka Jakub Podrazil Michal Horváth Jan Pilc Milan Doleček Petr Melichar Matyáš Klang Martin Šuma | 5 min 35 s 23 |

### Femmes
| Épreuves                         | Or | Or            | Argent | Argent        | Bronze | Bronze        |
| -------------------------------- | --- | ------------- | --- | ------------- | --- | ------------- |
| Skiff W1x                        | Lituanie Donata Vištartaitė | 7 min 36 s 26 | Serbie Iva Obradović | 7 min 39 s 87 | Estonie Kaisa Pajusalu | 7 min 41 s 81 |
| Deux de couple W2x               | Biélorussie Tatsiana Kukhta Katsiaryna Shliupskaya | 6 min 58 s 94 | Italie Giulia Pollini Giada Colombo | 7 min 02 s 20 | Roumanie Maria Diana Bursuc Adelina Cojocariu | 7 min 03 s 67 |
| Deux de pointe W2-               | Roumanie Camelia Lupascu Nicoleta Albu | 7 min 14 s 49 | Royaume-Uni Caragh McMurtry Olivia Carnegie-Brown                                                                                                  | 7 min 18 s 65 | Croatie Sonja Kešerac Maja Anić | 7 min 18 s 91 |
| Deux de couple poids légers LW2x | Italie Laura Milani Elisabetta Sancassani | 6 min 53 s 39 | Grèce Christina Giazitzidou Alexandra Tsiavou | 6 min 57 s 62 | Royaume-Uni Ruth Walczak Imogen Walsh | 5 min 58 s 87 |
| Quatre de couple W4x             | Ukraine Kateryna Tarasenko Nataliya Dovhodko Olha Hurkovska Yana Dementyeva                                                                                  | 6 min 26 s 44 | Pologne Kamila Soćko Joanna Leszczyńska Sylwia Lewandowska Natalia Madaj                                                                           | 6 min 28 s 42 | Roumanie Ionelia Zaharia Ioana Craciun Camelia Lupascu Nicoleta Albu                                                                                    | 6 min 29 s 98 |
| Huit W8+                         | Roumanie Roxana Cogianu Viorica Susanu Cristina Grigoraș Irina Dorneanu Georgeta Andrunache Andreea Boghian Rodica Serban Ioana Rotaru Talida-Teodora Gidoiu | 6 min 06 s 94 | Italie Claudia Wurzel Sara Magnaghi Alessandra Patelli Giada Colombo Gabriella Bascelli Sara Bertolasi Gaia Palma Enrica Marasca Federica Cesarini | 6 min 17 s 66 | Royaume-Uni Leonora Kennedy Claire Mckeown Monica Relph Victoria Meyer-Laker Yasmin Tredell Zoe Lee Caragh McMurtry Olivia Carnegie-Brown Zoe De Toledo | 6 min 18 s 31 |

## Tableau des médailles par pays
- Pays organisateur (Italie)

| Rang  | Nation      | Or | Argent | Bronze | Total |
| ----- | ----------- | -- | ------ | ------ | ----- |
| 1     | Italie      | 2  | 4      | 0      | 6     |
| 2     | Roumanie    | 2  | 1      | 2      | 5     |
| 3     | Grèce       | 2  | 1      | 0      | 3     |
| 4     | Lituanie    | 2  | 0      | 0      | 2     |
| 5     | Croatie     | 1  | 1      | 1      | 3     |
| 6     | Ukraine     | 1  | 1      | 0      | 2     |
| 6     | Pologne     | 1  | 1      | 0      | 2     |
| 8     | Estonie     | 1  | 0      | 1      | 2     |
| 9     | Pays-Bas    | 1  | 0      | 0      | 1     |
| 9     | Biélorussie | 1  | 0      | 0      | 1     |
| 11    | Royaume-Uni | 0  | 2      | 3      | 5     |
| 12    | Serbie      | 0  | 1      | 3      | 4     |
| 13    | Portugal    | 0  | 1      | 0      | 1     |
| 13    | Espagne     | 0  | 1      | 0      | 1     |
| 15    | Bulgarie    | 0  | 0      | 1      | 1     |
| 15    | Tchéquie    | 0  | 0      | 1      | 1     |
| 15    | Norvège     | 0  | 0      | 1      | 1     |
| 15    | Slovénie    | 0  | 0      | 1      | 1     |
| Total | Total       | 14 | 14     | 14     | 42    |